# Nureongi
El Nureongi, también denominado como Spitz amarillo coreano (코리안 옐로우 스피츠) es una raza de perro de color amarillento y originaria de Corea. Se cría más como ganado para su consumo que como mascota, ya que su carne es muy apreciada.

## Terminología
La raza no tiene un nombre formal: "Nureongi" (누렁이) y "hwangu" (황구; 黃狗) son términos que significan literalmente "amarillo" y pueden traducirse también como "marrón" o "negro" ("Brownie" o "Blackie") cuando hacen referencia a este perro. Otro término en argot es "ddong-gae" (똥개), significando "perros comunes". Estos perros, considerados mestizos por los coreanos, no suelen considerarse apropiados para vivir en una casa como mascotas. 
La cultura y lenguaje coreano distinguen entre estos perros y los perros que suelen ser empleados como mascota. A perros domésticos como el Pekinés chino, o el Jindo coreano se les llama mediante palabras de origen chino como "견" y "犬", mientras que a perros callejeros, lobos o perros para carne se les llama "구" o "狗". Sólo este último término se utiliza para el ganado canino.
Además, el "Hwangu" (perro amarillo) se considera mejor para comida que el "baekgu" (perro blanco) y el "heukgu" (perro negro).
En 2008 el gobierno de Corea del Sur debatió una propuesta para legalizar el comercio de carne de perro mediante el reconocimiento de estos perros como ganado, pero la propuesta no llegó a adoptarse.

## Descripción y tamaño de la población
En un estudio sobre el consumo de carne de perro y gato en Corea del Sur, Anthony Podberscek del Departamento de Medicina Veterinaria de la Universidad de Cambridge anota que, mientras que otros tipos de perros son también criados para ser consumidos como ganado, el nureongi (perro amarillo) es el perro más comúnmente usado de esta manera. Podberscek los describe como "de tamaño mediano, de pelo corto y de pelaje color amarillo", señala que "normalmente no se mantienen como mascotas", e incluyó una fotografía de los perros a los que él se refiere como "nureongi", a los que también llama "carne de perro", quienes se pueden ver en el fondo, enjaulados en un mercado de carne al aire libre en Corea del Sur. Los perros son bastante uniformes en apariencia, de tamaño medio tipo spitz con pelo rubio corto y máscara melanistica.
En un artículo argumentando a favor del consumo de carne de perro en Corea del Sur, el doctor Ahn Yong Geun, (Ph.D. biología, Universidad de Osaka, Japón, profesor de Alimentación y Nutrición en Cheung Chong University), afirma la existencia de un "único" perro de ganado coreano "específicamente criado como alimento", que no es lo mismo que las mascotas caninas que los coreanos (a ambos lados del Paralelo 38) aman y mantienen como un miembro más de la familia. Cita como evidencia las Estadísticas Coreanas, dando al lector alguna idea de cuántos perros hay en esa situación. A partir de 1998, había 2.246.357 perros en Corea, pero solo 882.482 hogares con perros, y como la mayoría de los dueños de mascotas coreanos no tienen más de un perro, él llegó a la conclusión de que el "único" perro tipo ganado coreano superó a todos los otros tipos de perros que vivían en Corea en ese año.